# 재현성 위기
재현성 위기는 과학적 연구가 재현하기 어렵거나 불가능하다는 것이 밝혀진 방법론적 위기이다. 재현성 위기는 사회과학 및 의학에 가장 심각한 영향을 미쳤다. 설문 조사 데이터는 자연과학도 관련되어 있을 수 있음을 시사했다.
재현성 위기는 과학적 연구의 결과의 신뢰성과 재현에 실패했을 때의 재현실패 이유를 모두 결정하기 위해 고전적 결과를 재조사하기 위해 많은 노력이 이루어진 의학 분야에서 특히 널리 논의되었다.
2016년 저널 네이처에서 실시한 1500명의 설문조사에 따르면 그들 중 70%가 다른 과학자의 실험을 재현하지 못한 적이 있다고 보고했다. 50%는 자신의 실험 중 하나를 재현하는 데 실패했으며 20% 미만은 자신의 작업을 재현할 수 없는 연구원과 접촉한 적이 있다. 소수만이 재현 연구를 출판하려고 시도했으며 24%는 성공적인 재현을 출판할 수 있었지만 13%만이 실패한 재현을 출판했다. 2009년에 과학자의 2%는 적어도 한 번은 연구를 조작했다고 시인했고 14%는 연구를 조작한 사람을 개인적으로 알고 있다고 했다. 한 연구에 따르면 그러한 잘못을 의학 연구자들이 더 자주 보고했다. 2021년 연구에 따르면 재현할 수 없는 연구 결과가 있는 주요 저널의 논문은 재현 가능한 과학 보다 더 많이 인용되는 경향이 있다.
200개의 메타 분석에 대한 2018년 설문 조사에 따르면 심리학 연구는 평균적으로 낮은 통계적 힘에 시달리고 있다.

## 같이 보기
- 기저율 오류
- 흑고니 이론
- 상관관계와 인과관계
- 데이터 드레징
- 탐색적 자료 분석
- 반증 가능성
- 자연주의 (철학)
- 유의 확률
- 귀납의 문제
- 선택 편향
- 동일과정설